# پیت سیگر
پیتر سیگر (انگلیسی: Peter Seeger؛ ۳ مه ۱۹۱۹ – ۲۷ ژانویه ۲۰۱۴) خواننده فولک و کنشگر آمریکایی بود. در دههٔ ۱۹۶۰ میلادی، سیگر به خواننده برجستهٔ موسیقی اعتراضی بدل شد و به پشتیبانی از خلع سلاح بین‌المللی، حقوق مدنی، جنبش ضدفرهنگ و حفظ محیط زیست پرداخت. ترانهٔ او به نام «ما پیروز می‌شویم»، که در سرودهای روحانی و کلیسایی سیاهان ریشه دارد به سرود جنبش حقوق مدنی آمریکا در دههٔ ۱۹۶۰ بدل شد. از جمله ترانه‌های محبوب او می‌توان به «اگه یه چکش داشتم» و «چه شدند آن گل‌های زیبا؟» و «بگرد، بگرد، بگرد» اشاره کرد.

## زندگی‌نامه
پدر پیت سیگر موسیقی‌شناس بود و او را از کودکی، هنگامی که در کانتیکت به مدرسه شبانه‌روزی می‌رفت، با موسیقی فولک مناطق روستایی آمریکا آشنا کرد. پیت بعدها با دو خواننده اسطوره‌ای دیگر فولک آمریکا دوست شد: یکی لید بلی، خواننده موسیقی سبک بلوز سیاهان، و دیگری وودی گاتری. پیت و وودی در دوران رکود بزرگ اقتصادی سال‌های دهه ۱۹۳۰ در سراسر آمریکا کنسرت‌هایی اجرا کردند که همهٔ عوایدش به فعالان حقوق کارگران اختصاص داشت.

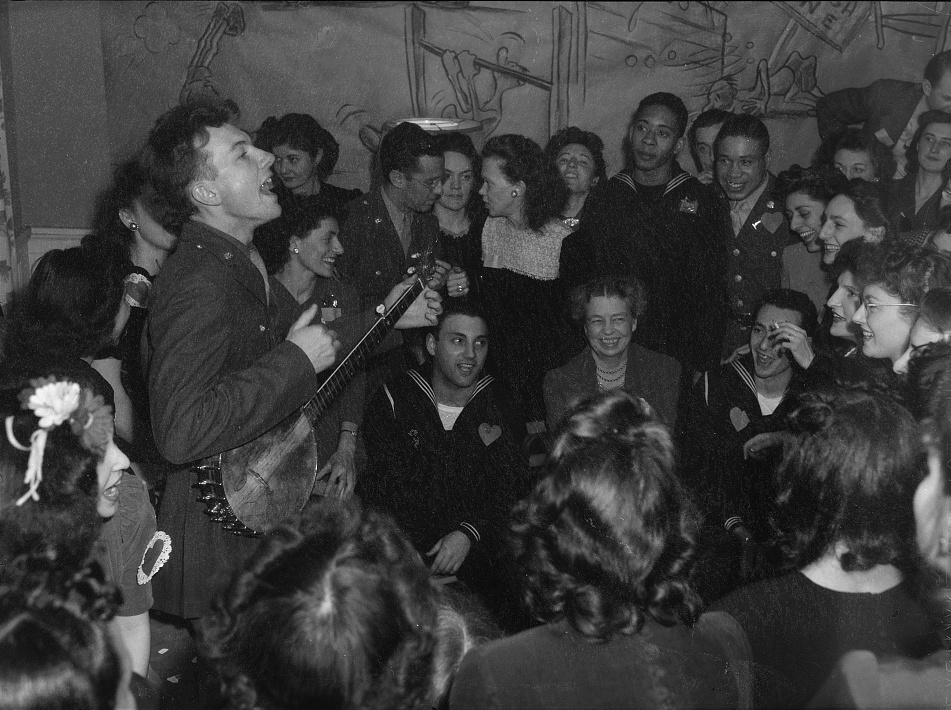
پیت سیگر در حال اجرای برنامه در مقابل النور روزولت (در وسط)، مهمان افتخاری در یک مهمانی غیر تبعیض نژادی روز ولنتاین، به مناسبت افتتاح غذاخوری کارگری متحد فدرال، در واشینگتن دی سی، ۱۹۴۴

پیت سیگر بعد از خدمت در ارتش در جنگ جهانی دوم گروه چهارنفری ویورز (Weavers) را به راه انداخت که در اوایل دهه ۱۹۵۰ با ترانه‌هایی مثل «بوسه از شراب شیرین‌تر است»، «اگه یه چکش داشتم» و «شب‌به‌خیر، آیرین» محبوبیت فراوان یافت و به موسیقی فولک آمریکا جان تازه‌ای دمید. اما زمانی که گفته شد سیگر قبلاً به حزب کمونیست نزدیک بوده، موفقیت گروه رو به افول گذاشت. وی از اجرای برنامه در تلویزیون منع شد، و نهایتاً به کمیته فعالیت‌های غیرآمریکایی مجلس نمایندگان فراخوانده شد، ولی از پاسخگویی به پرسش‌های مربوط به فعالیت‌های سیاسی‌اش خودداری کرد. پیت محاکمه و به جرم اهانت به کنگره به زندان محکوم شد؛ هر چند مجازاتش بعداً لغو شد.

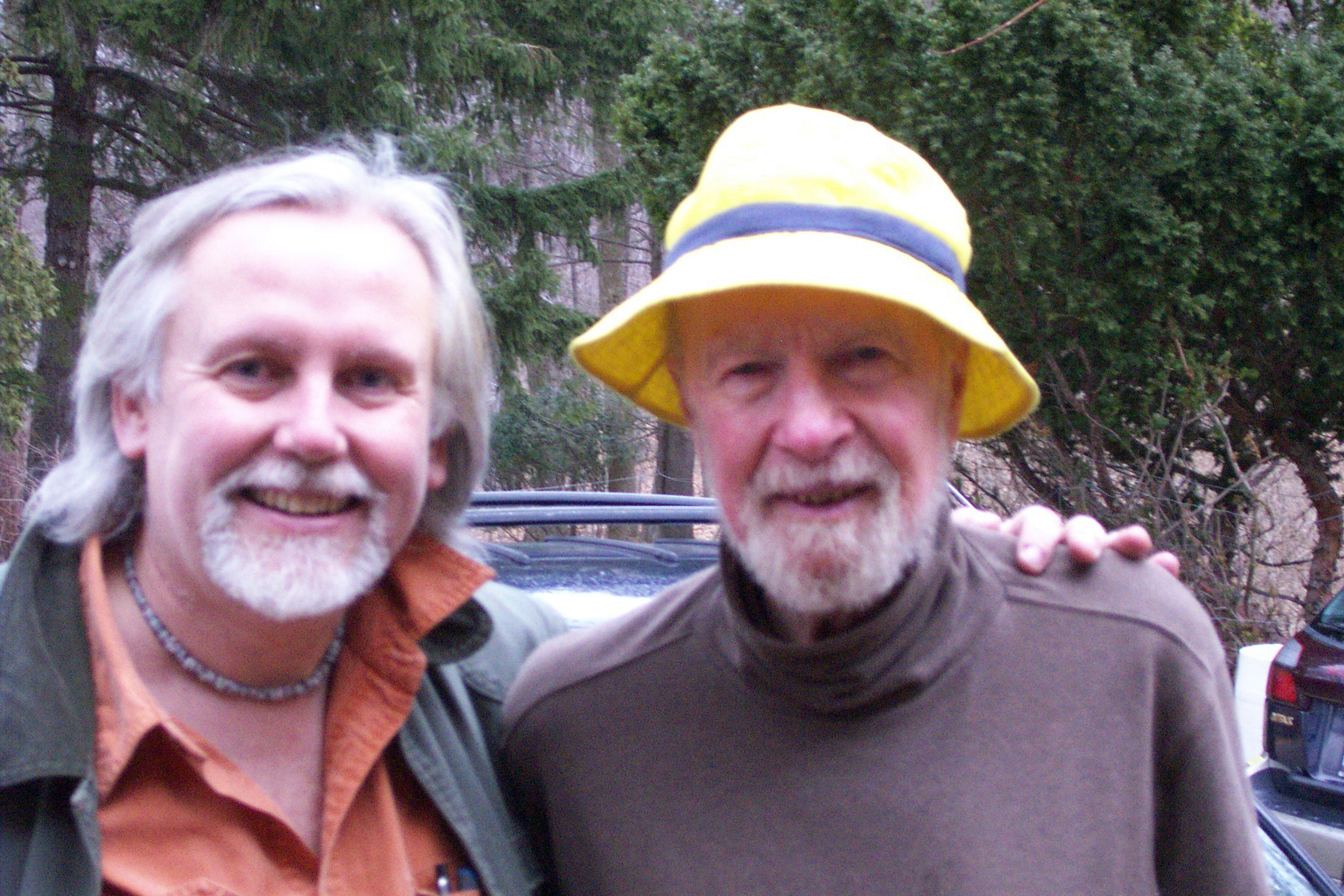
پیت سیگر (راست)، ۸۸ ساله، در مارس ۲۰۰۸ با دوستش، نویسنده و نوازنده اد رنهان

سیگر در طول عمر هنری‌اش جوایز زیادی دریافت کرد و تحسین زیادی برانگیخت. یکی از مهم‌ترین آن‌ها جایزه گرمی سال ۱۹۹۳ برای یک عمر دستآورد هنری بود. وی یک سال بعد جایزه افتخار «مرکز هنرهای نمایشی کندی» در واشینگتن را گرفت و در سال ۱۹۹۶ نامش به تالار مشاهیر راک‌اندرول راه یافت.
در سال ۲۰۰۹ پیت سیگر به مناسبت شروع دوره اول ریاست جمهوری باراک اوباما، کنسرتی در بنای یادبود لینکن در واشینگتن برگزار کرد.
به گفتهٔ خانوادهٔ سیگر وی شنبه شب ۲۷ ژانویه ۲۰۱۴ در سن ۹۴ سالگی بر اثر عوارض کهولت درگذشت.

## سال‌های اولیه

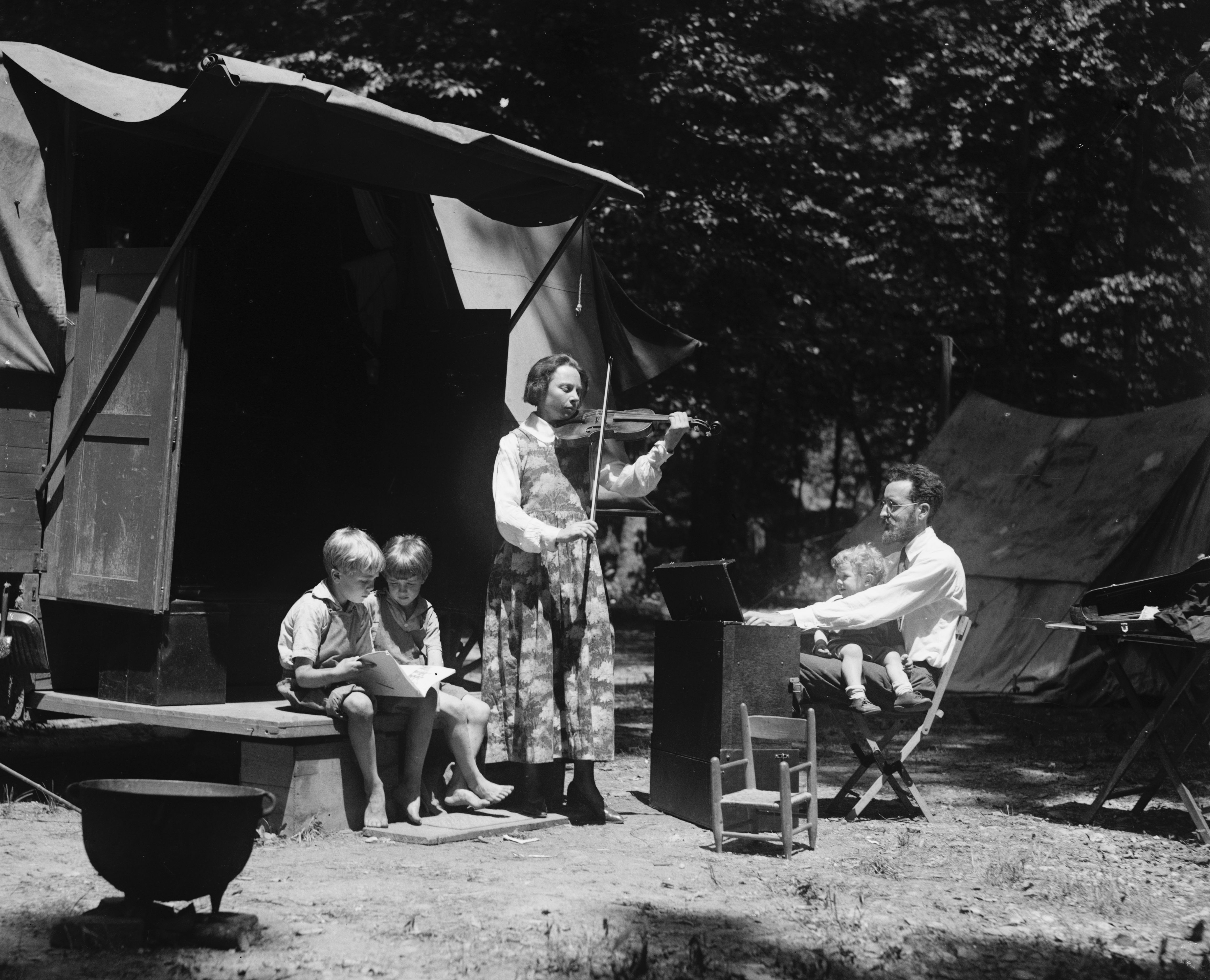
پیتر سیگر (در بغل پدر) با پدر و مادرش، چارلز و کنستانس سیگر و برادرانش در یک سفر کاری (۲۳ مه ۱۹۲۱)

سیگر در ۳ مه ۱۹۱۹ در بیمارستان فرانسوی، میدتاون منهتن به دنیا آمد. خانواده او، که سیگر آنها را «بسیار مسیحی، پیوریتن کالوینیست نیوانگلند»[۲] می‌خواند، شجره نامه خود را به بیش از ۲۰۰ سال پیش بازمی‌گرداند. جد پدری او کارل لودویگ سیگر، یک پزشک از وورتمبرگ، آلمان بود که در زمان انقلاب آمریکا به آمریکا مهاجرت کرده بود و در دهه ۱۷۸۰ با خانواده پارسونز، که خانواده‌ای قدمت‌دار در نیوانگلند بود ازدواج کرد.

## فعالیت اولیه
در سال ۱۹۳۶، در سن ۱۷ سالگی، پیت سیگر به اتحادیه کمونیست جوان (YCL) پیوست، که در ان موقع در اوج نفوذ خودش بود. در سال ۱۹۴۲، او به عضویت حزب کمونیست ایالات متحده آمریکا (CPUSA) درآمد، اما در سال ۱۹۴۹ آن را ترک کرد.